# Дъстин Роудс
Дъстин Патрик Рънълс (род. 11 април 1969), познат като Златен прах (на английски: Goldust), е професионален американски кечист, известен с престоя си в WWE. Бивш кечист още на WCW и TNA.

## В кеча
Финишър(и)
- Curtain Call
- Final Cut
- Shattered Dreams

Сигнатири
- Bionic elbow
- Bulldog
- DDT
- Director's Cut/ Shock Treatment
- Diving crossbody
- Golden Age
- Goldie-rana
- Good Night Sweet Charlotte

Прякори
- „Натуралния“
- „Американският кошмар“
- „Самотната звезда“
- „Странния“

## Титли и постижения
- NWA Florida Heavyweight Championship (1 път)
- NWA Florida Tag Team Championship (1 път) – с Mайк Грахам
- CCW Heavyweight Championship (1 път)
- TCW Heavyweight Championship (1 път)
- NWA World Tag Team Championship (1 път) – with Бари Уиндам
- WCW United States Championship (2 пъти)
- World Tag Team Championship (1 път) – с Букър Ти
- WWF Hardcore Championship (9 пъти)
- WWF Intercontinental Championship (3 пъти)
- WWE Tag Team Championship (1 път) – с Коуди Роудс